# Lesley James McNair
Lesley James McNair (Verndale, 25 maggio 1883 – Saint-Lô, 25 luglio 1944) è stato un generale statunitense.

## Biografia
McNair iniziò la carriera militare molto presto. La sua prima partecipazione a una missione avvenne nel 1914 nell'Occupazione statunitense di Veracruz in Messico, dove partecipò anche Douglas MacArthur, e in seguito - dal 1916 al 1917 - McNair partecipò alla Spedizione contro Pancho Villa, sempre in Messico e unitamente a George Patton. Subito dopo tra la metà del 1917 e il 1918 servì come ufficiale durante la prima guerra mondiale nell'American Expeditionary Force sul Fronte occidentale e per il suo eroismo fu premiato col Distinguished Service Medal direttamente dal generale in capo John Pershing in persona e poi anche con la Legion d'onore francese.
Già Generale di brigata minore alla fine della Prima guerra mondiale, combatté poi nella seconda con promozioni sempre maggiori. Insieme a Simon B. Buckner (morto sulla linea del fuoco durante la Battaglia di Okinawa), anch'egli Tenente generale, è stato il militare statunitense più alto in grado ad essere ucciso durante la Seconda guerra mondiale; fu promosso generale, con un atto del Congresso, nel 1954.
Il generale McNair rimase tragicamente ucciso dal fuoco amico durante il devastante bombardamento aereo alleato del 25 luglio 1944 preliminare alla Operazione Cobra sul Fronte della Normandia, vittima di un errore nel puntamento dei bombardieri che provocò oltre cento vittime tra le truppe americane.